# Toyota Auris
A Toyota Auris egy alsó-középkategóriás autó, amelyet a japán Toyota Motor Corporation gyárt 2006 óta. Összesen 3 generációja van. A Toyota Corolla ferdehátú változata.

## Az első generáció (E150, 2006–2012)

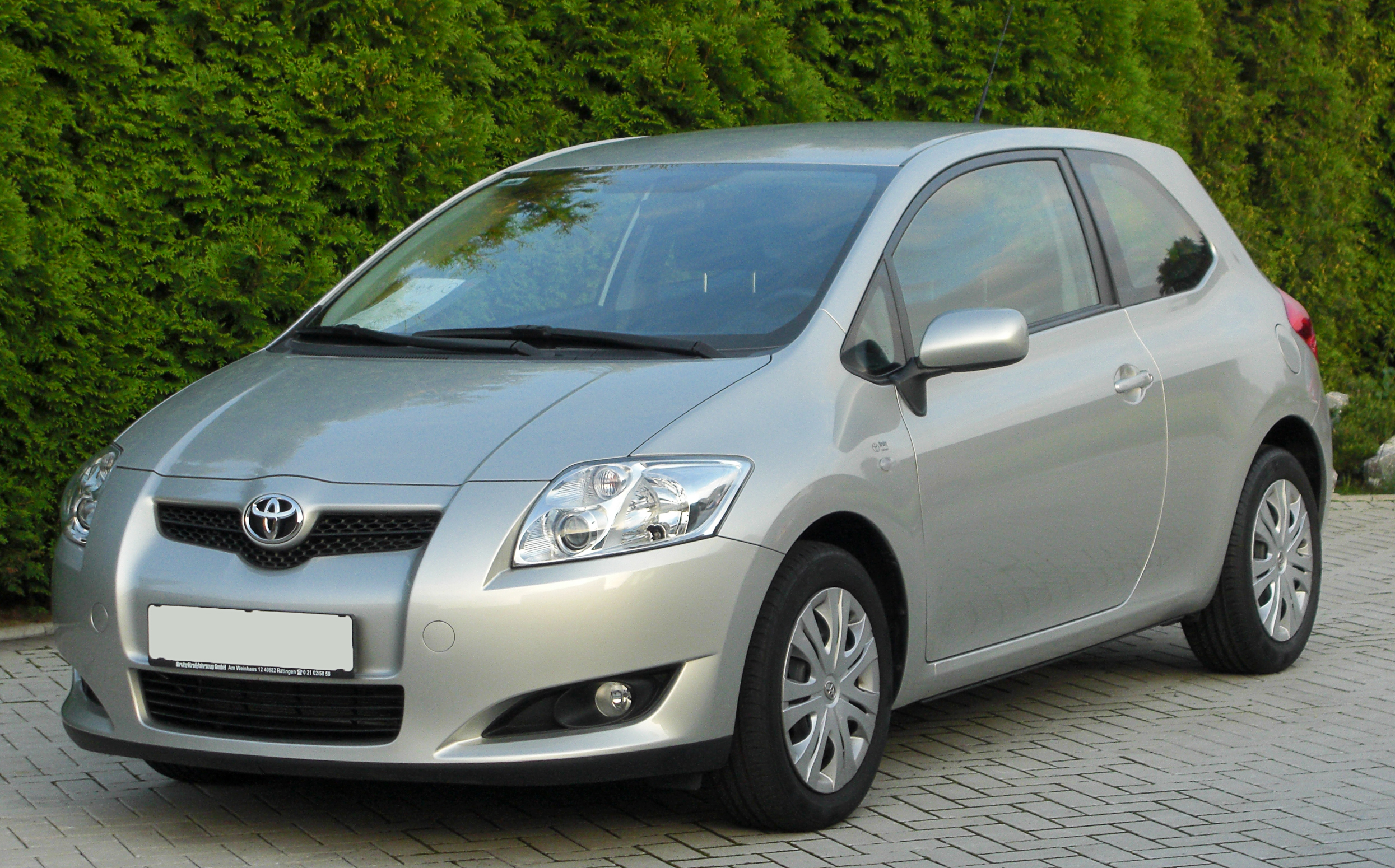
Toyota Auris 2006–2012

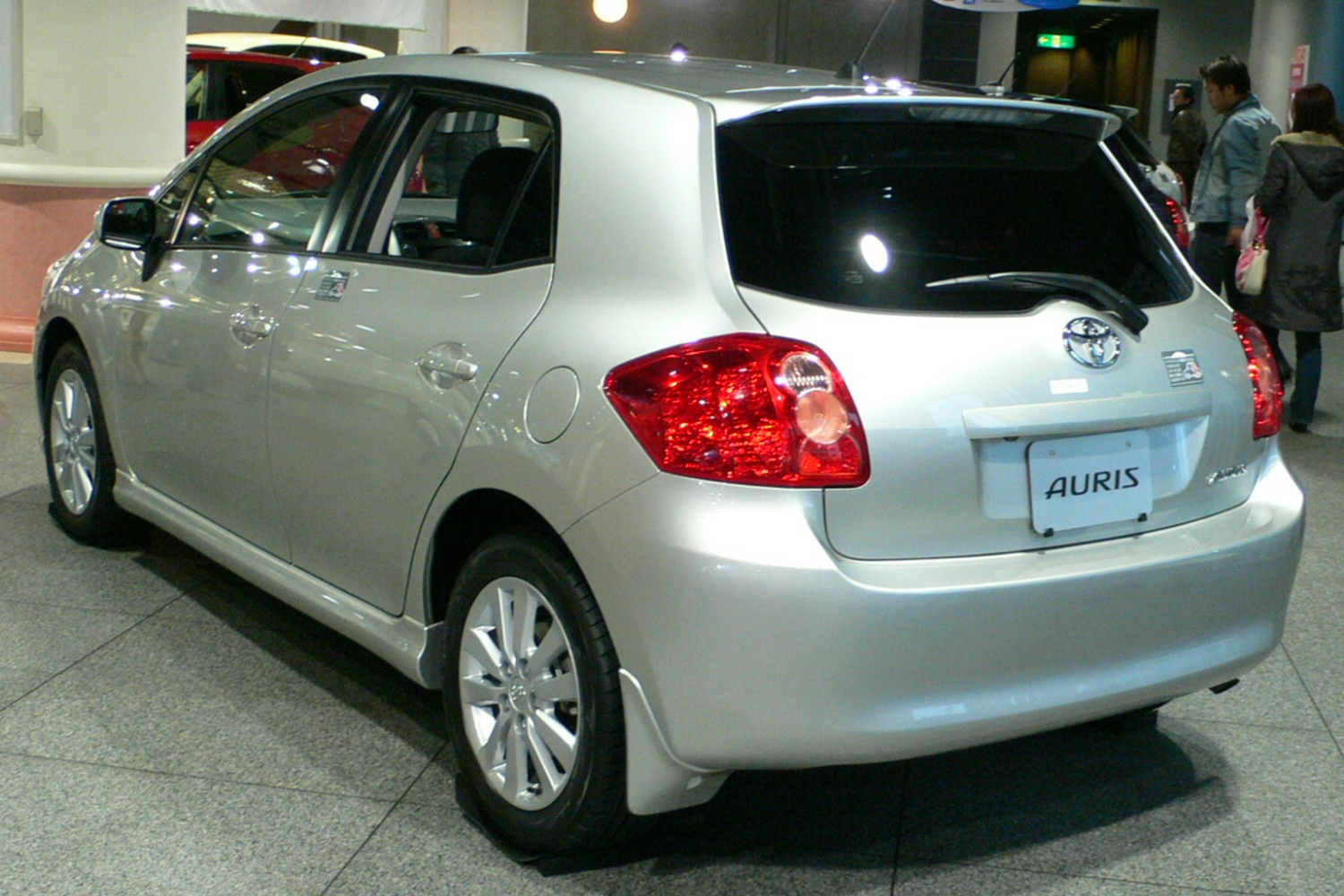
Toyota Auris 2006–2012

A Toyota Auris térkoncepciója a Vibrant Clarity tervezési filozófiát alkalmazza. Ez magában foglalta a panoráma üvegtetőt, a lapos hátsó utastér, a magas ablakfelületek, a 19 colos könnyűfém keréktárcsák, a szabad formájú geometriai lámpák, a kiemelkedő féknyeregek, a mély hátsó lökhárító integrált krómozott kipufogógázzal, aranyszínű testtel.
A járművet a 2006 - os párizsi autószalonon mutatták be . [7] A külső formatervezést az ED² , a Toyota európai formatervezési alapja végezte el Dél-Franciaországban.
Az egykori Kanto Auto Works 2006 októberétől 2011 novemberéig gyártotta az Auris and Blade-t. [3]
Az Auris ötcsillagos kabinvédelmet kapott az Euro NCAP-tól a felnőttek számára, de négy csillagot a gyermekek számára.

## A második generáció (E180, 2012–2018)

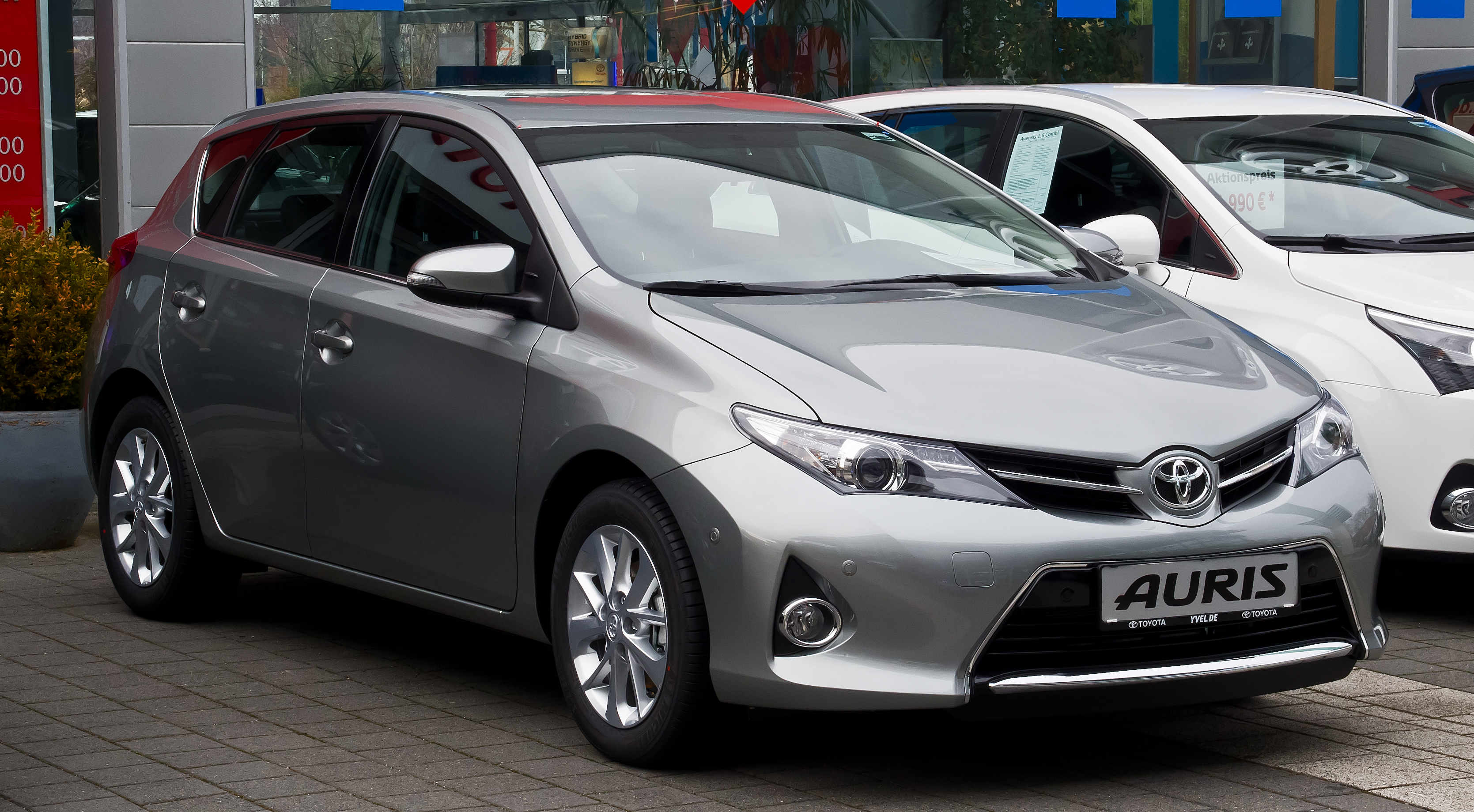
Toyota Auris 2012–2018

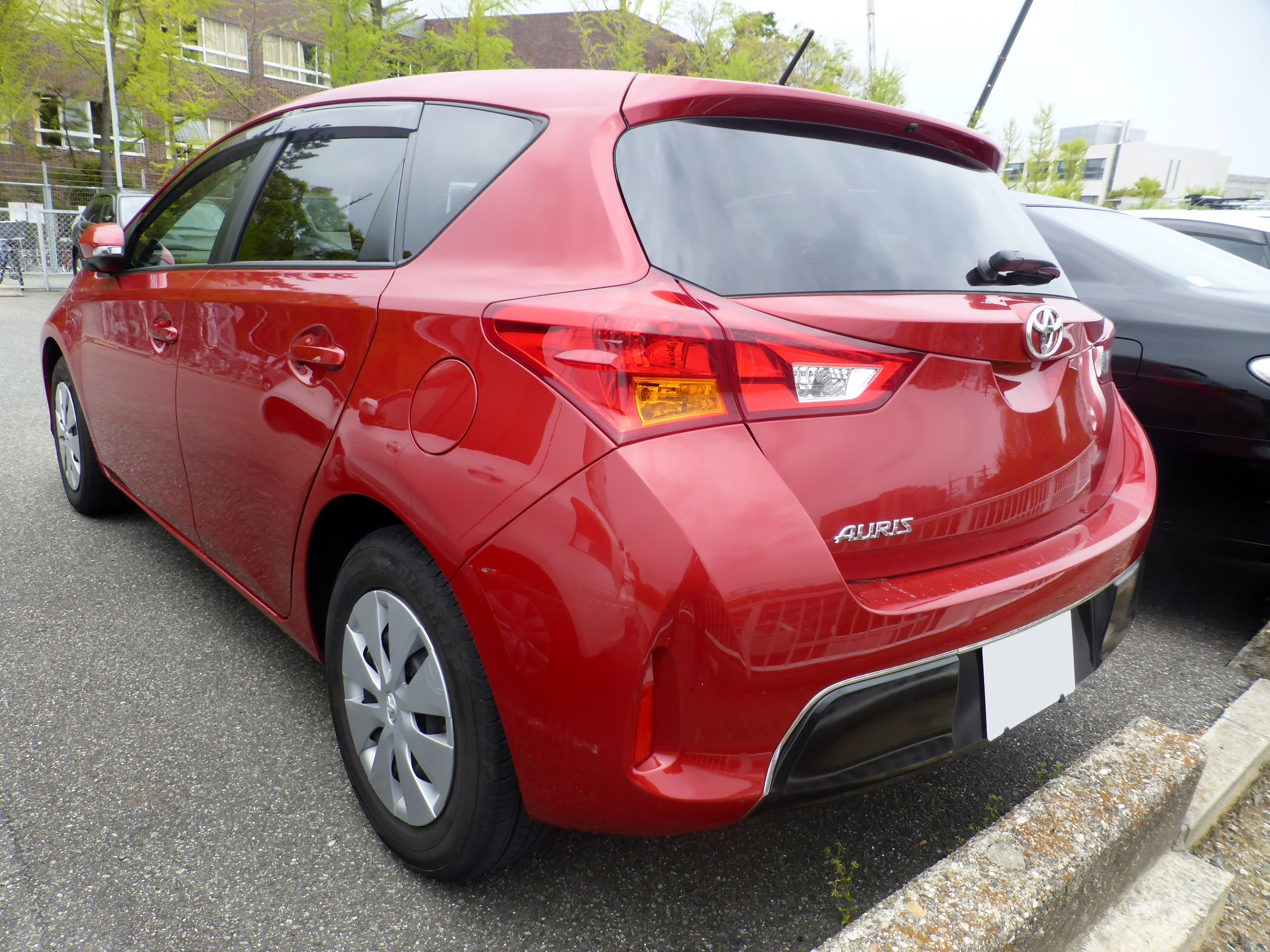
Toyota Auris 2012–2018

Az Auris második generációját 2012. augusztus 20-án mutatták be. Tágabb, magasabb színvonalú, fényesebb belsővel rendelkezik, és a Corolla (E170) külső és belső téréhez hasonlít.
Ezt először a 2012 - es párizsi autószalonon mutatták be , az európai értékesítés 2013 elején kezdődött.  Japánban, 2012 szeptemberében, valamint Ausztráliában és Új-Zélandon 2012 októberében, Corolla Hatchbackként értékesített. Ázsia egyes részeiben az új Auris értékesítését 2013 második negyedévétől adták el.

## A harmadik generáció (E210, 2018–tól)

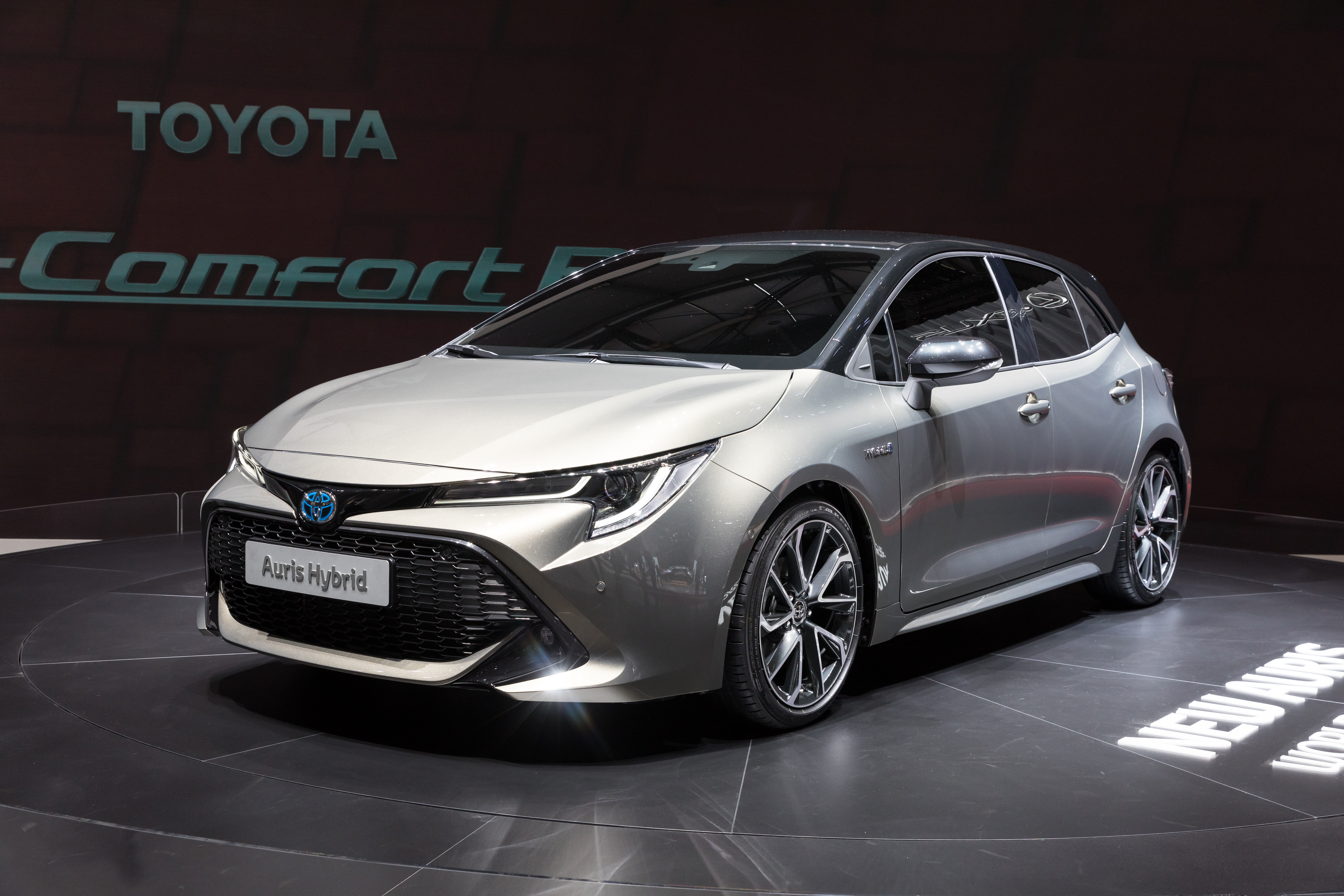
Toyota Auris 2018–tól

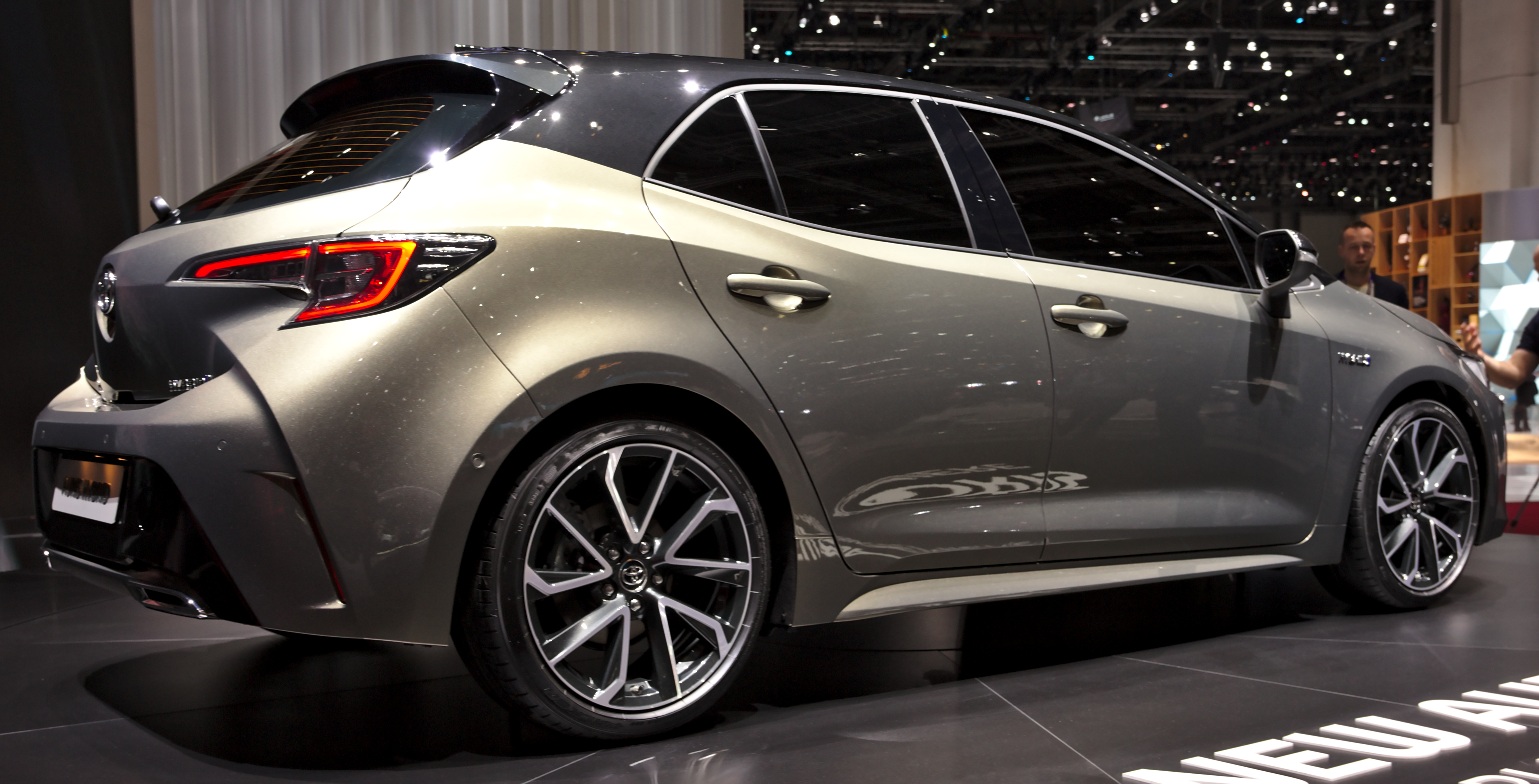
Toyota Auris 2018–tól

A harmadik generációs Auris a Toyota új globális architektúrája (TNGA) alapja a 2019-es modellévnek. A bemutatót a 2018-as Genfi Autószalon mutatta be. Észak-Amerikában, Japánban és Ausztráliában a Corolla nevet használja.
Az észak-amerikai verziót a 2018. márciusi New York-i Nemzetközi Autókiállításon mutatták be, és a Corolla Hatchback lesz a 2019-es modellévé. Az MSRP 19,990 dollárral indult az SE 6MT és 21,090 dollárért a CVT számára, míg az XSE 6MT $ 22,990 és a CVT változata 24,090 dollár.
A harmadik generációs Auris az Egyesült Királyságban fog épülni, és egy új, 2 literes, 134 kW (180 hüvélyes) hibrid hajtásláncot is tartalmaz. Standard benzinmotorok is rendelkezésre állnak. A dízelmotorok azonban nem használhatók.
A harmadik generációs Auris szeptemberben kerül értékesítésre Tajvanon, ahol 2,0 benzinmotor és CVT átvitel szerepel. Fel kell szerelni VSC, TRC, HAC, Head-Up-Display, Push Start és Smart Entry funkciókat.
A harmadik generációs Aurist Japánban, a Corolla Sportban adják el, amelyet 2018. június 27-én indítottak el.

## Fordítás
Ez a szócikk részben vagy egészben  a   Toyota Auris című angol Wikipédia-szócikk fordításán alapul.  Az eredeti cikk szerkesztőit annak laptörténete sorolja fel. Ez a jelzés csupán a megfogalmazás eredetét és a szerzői jogokat jelzi, nem szolgál a cikkben szereplő információk forrásmegjelöléseként.